# Рябиновка (Сарапульський район)
Ряби́новка (рос. Рябиновка) — присілок в Сарапульському районі Удмуртії, Росія.
Урбаноніми:
- вулиці — Зелена, Набережна, Підлісна, Центральна
- провулки — Центральний

## Населення
Населення становить 150 осіб (2010, 119 у 2002).
Національний склад (2002):
- росіяни — 87 %